# Pachyta quadrimaculata
Pachyta quadrimaculata је врста инсекта из реда тврдокрилаца (Coleoptera) и породице стрижибуба (Cerambycidae). Сврстана је у потпородицу Lepturinae.

## Распрострањеност и станиште
Врста се среће на подручју Европе и Азије. Среће се на планинама у четинарским шумама.

## Опис
Глава, груди, ноге и крила су црни, а покрилца су жуте или жућкастобраон боје са четири црне мрље. Ретко мрље могу бити спојене или се могу срести примерци са по једном мрљом на сваком крилу. Глава и пронотум су издужени и прекривени жутим длакама. Дужина тела је од 10 до 20 mm.
- длакавост главе и пронотума

## Биологија
Комплетан циклус развића се одвија у периоду од око 3 године. Ларве се развијају у мртвим стаблима и жилама четинара, преферирају смрчу и бор. Адулти се могу видети током јула и августа, најчешће на цветовима различитих биљака на шумским стазама.

## Синоними
- Leptura quadrimaculata Linnaeus, 1758
- Leptura octomaculata Fabricius, 1792